# Max Prantl
Max Prantl (Innsbruck, 6 november 1912 - aldaar, 21 februari 1957) was een Oostenrijks dichter en schilder.
Hij werd geboren in het Innsbruckse stadsdeel Mühlau als derde kind in het gezin. In zijn jeugd was hij ziekelijk maar erg begaafd, met name op het vlak van muziek en kunst. Hij ambieerde gedurende lange tijd een studie medicijnen en wilde later arts worden; maar zijn gezondheid stond dat niet toe. Aan het einde van de Tweede Wereldoorlog werd hij aan het oostfront ingezet, raakte daar ernstig gewond en bovendien krijgsgevangen. Vanaf dat moment 'lachte hij nooit meer', zoals zijn zuster hem later omschreef. Wat hij daar heeft meegemaakt is niet bekend, maar zeker is wel dat in die tijd zijn geestelijke belevenissen een aanvang namen.
Zijn geestelijke reis wordt gevoed door een niet aflatende zoektocht naar 'het ware', 'het echte' en uiteindelijk de 'Oneindige Liefde' die alles draagt en schept. Deze kracht - die hij gelijkstelde met 'God' - probeerde hij tot uitdrukking te brengen in zijn schilderijen, zijn gedichten en zijn geschriften. Daarbij ervoer hij herhaaldelijk  - en 'spontaan', dat wil zeggen zonder dat hij er zijn best voor deed maar er wel naar streefde c.q. verlangde - indrukwekkende geestelijke belevenissen die hem diepe inzichten verschaften. Zijn mystieke ervaringen deden hem groeien.

## Inzichten
Deze rijkdom aan inzichten bracht hij onder woorden in een aantal boeken, waarvan Der Mensch ohne Angst - Licht aus der Herzmitte als zijn hoofdwerk mag gelden. De titel geeft meteen de kern van zijn 'boodschap' aan: mensen zouden hun angst en afweer opzij moeten zetten ('Leef licht en vrij' is een van zijn steeds terugkerende uitdrukkingen) en vanuit hun eigen kern leven. Dan krijgen duistere krachten geen kans en kan de wereld terugkeren naar de orde die ervoor bedoeld is. Angst is namelijk de toegangspoort die mensen opent voor alles wat slecht en verwerpelijk is. 
'Duistere krachten' zijn voor hem reële entiteiten, vooral afkomstig uit de astrale werelden waar de mensheid sinds haar bestaan haar verdrongen negativiteit en onwil heeft gedumpt. Veel van deze 'krachten' zijn wat hij noemt 'demonen' ofwel mensen die tijdens en sinds hun aardse leven uitsluitend het materiële eigenbelang hebben gekozen. In de astrale werelden worden deze wezens tot parasieten die de op aarde levende mensen hun energie en goede wil ontnemen. Zoals reeds aangeduid is de bescherming daartegen het jezelf vrijmaken van angst en afweer (haat).

## Michaël
Op den duur ervoer hij zichzelf als aardse verschijningsvorm van Gods kracht, gericht op het 'opschonen' van de wereld en het helpen van de mensheid de drempel naar het geestelijke bestaan als 'Eeuwige Zon' te overschrijden. Katholiek van huis uit, vond hij hiervoor de identiteit van de aartsengel Michaël. Onder deze identiteit wist hij zich als een 'Eeuwige Zon' verbonden met alle andere voleindigde geestelijke wezens en streed hij in de geestelijke/astrale wereld tegen de beklemming door angst en intimidatie. De zon ofwel het ochtend- c.q. voorjaarslicht (let wel: dit in geestelijk-symbolisch opzicht, waarmee hij de frisse onvergankelijkheid en bevrijdende geestkracht ervan wilde aanduiden) is voor hem een kernsymbool.

## Boeddha, Christus en Michael
Prantl onderscheidt een aantal ontwikkelingsniveaus van de mensheid. De belangrijkste driedeling is die waarbij er als basis een soort 'natuurlijke mens' bestaat, als een soort intelligent dier dat voor een groot deel de aarde bevolkt. Aangezien een persoonlijk ontwikkeld zelfbewustzijn voor hem het criterium voor geestelijke ontwikkeling en derhalve groei is, geldt deze soort mens als onbewust en dus staande aan het begin van de ontwikkeling.
De eerste stap naar geestelijke ontwikkeling wordt gezet door hen die de invloed van Boeddha ondergaan, dat wil zeggen de innerlijke prikkel krijgen om zich op 'het hogere' te richten. Hij beschouwt immers deze drie leidende figuren Boeddha, Christus en Michaël als symbolen voor, maar vooral initiators van een bepaalde geestelijke ontwikkeling. Boeddha doet volgens hem dus steeds zijn invloed gelden, en bij sommigen wekt dat een verlangen naar geestelijke bewustwording op. Mensen zoeken vervolgens hun eigen weg om aan hun nieuwe behoefte te voldoen.
Hetzelfde geldt voor Christus, die eveneens zonder onderbreking zijn straling uitzendt. Hierdoor aangeraakt gaan mensen verlangen naar een leidsman in hun leven (niet zozeer een leerzame goeroe, maar veeleer iemand aan wie ze zich kunnen overgeven en die hen zal leiden). Christus is dan ook de 'leider', de 'herder' van de kudde die onder zijn deskundige leiding het zelfbewuste geloofsleven inoefent.

## Drempel
Dit duurt voort tot aan de drempel waarbij mensen een eigen verantwoordelijkheid moeten gaan dragen, waarbij ze zelf gaan uitmaken wat waar (geloofwaardig) is en wat niet. Aangezien dit natuurlijk alleen maar kan in het eeuwige licht van de geest, leidt deze drempel dan ook naar een bestaan als 'Eeuwige Zon' - een uitgerijpte, zelfstandige geest (let wel: 'geest' heeft bij Prantl niets met verstand, rede, verlichting of soortgelijke begrippen te maken - het is een mystiek bewustzijnsniveau dat voor gewone aardse mensen meestal niet te bevatten is). Dit is het derde en ultieme geestelijke niveau waar Prantl naar verwijst. Vandaar dat een hoge geest als Michael hier als 'wachter' functioneert om de daartoe rijpe zielen verder te leiden en de kwaadwillenden terug te stoten.

## Geen leider
Max Prantl heeft nooit een 'kerk' of andersoortige groepering willen vestigen. Hij wilde dan ook geen instructies of leefregels geven; iedere gelijksoortigheid met priester of andere geestelijke leider wees hij van de hand. Dat was de verantwoordelijkheid van Christus, zei hij, waar hij zich niet in kon en wilde mengen. Hij was er zelf ten volle van overtuigd dat zijn visie alleen te bevatten was voor enkele mensen die, zoals hij zei, 'in het front van de mensheid' verkeerden, dat wil zeggen vergeleken bij de anderen de hoogste geestelijke rijpheid hadden bereikt - en dat zijn dus de mensen die zelfstandig geestelijk kunnen denken en derhalve geen leider of gelijkgestemden 'nodig' hebben.

## Werken
Om zijn ideeën door middel van vele ingangen onder de mensen te brengen schilderde Prantl vele schilderijen en schreef hij een groot aantal boeken en andere stukken over uiteenlopende onderwerpen. Zoals gezegd is zijn bekendste werk Licht aus der Herzmitte, maar ook werken over de Openbaring van Johannes, geestelijke astrologie, gedichten, geestesziekten, politiek, filosofie en zomeer. Zijn werk is geheel in het Nederlands en voor een klein deel in het Engels vertaald en uitgegeven.
Tijdens zijn leven werd hij meer en meer tegengewerkt en doodgezwegen, ondanks het feit dat zijn boek in eerste instantie groot opzien baarde en zijn schilderijen met een nationale prijs bekroond werden. Het was vooral de gevestigde (kerkelijke) orde die zijn werk via haar Codex en andere middelen wilde tegenwerken.

## Einde
De laatste jaren van zijn korte leven (hij stierf in 1957, 44 jaar oud) trok hij zich steeds meer terug in afzondering, verzorgd door zijn moeder en zuster. Hij was ziek en teerde steeds meer weg. Hij wees iedere medische hulp af (zijn taak was klaar, hij wilde van de aarde weg), en uiteindelijk overleed hij aan een maagperforatie en buikvliesontsteking. Natuurlijk was hij zijn hele leven al ziekelijk (m.n. astma en reuma-achtige afwijkingen), maar naar alle waarschijnlijkheid heeft ook de actieve tegenwerking van zijn schilder- en schrijverswerk hem psychisch geknakt. 'Wat jullie Michael noemen is reeds lang teruggegaan; ik zal niet lang meer hier zijn', zei hij al enkele jaren voor zijn sterven.

## Nalatenschap
Gedurende vele jaren heeft de zuster van Prantl, Elisabeth, zijn werk bewaard en met niet al te veel succes geprobeerd het uitgegeven te krijgen. Alleen zijn hoofdwerk werd in 1985 opnieuw uitgegeven. Pas sinds enkele jaren heeft zijn werk een impuls ondergaan, doordat het niet alleen in het Duitstalige gebied (titels: Licht aus der Herzmitte, Astrologie) maar ook in het Nederlandse (titels: Het Stralende Hart, Onbegrepen Licht, Astrologie, Kerstrozen en Bloeiende Rozen) en het Engelse taalgebied (titels: The Shining Heart, Blooming Roses) gepubliceerd is. Uitgebreide info over Prantl en wat ermee samenhangt: zie externe link.

## Verwantschappen
Prantl vertoont vanzelfsprekend enige overeenkomsten met andere mystici. Zo is er zowel de oosterse wijsheid als het christelijke denken, die bij hem herkenbaar zijn, maar ook het gedachtegoed van mensen als Jakob Lorber, Carl Welkisch, Jakob Boehme en Emanuel Swedenborg. De ultieme waarheid is tenslotte één, en alle persoonlijke interpretaties kunnen niet anders dan deelwaarheden zijn die naar de kern verwijzen.